# Bachelor na bachelor
Bachelor-na-bachelor, afgekort als banaba, is een titel of graad die in Vlaanderen gebruikt wordt voor een bacheloropleiding die gevolgd wordt nadat reeds een andere bachelortitel behaald werd. Deze opleidingen kan men dus niet volgen als basisdiploma. In de praktijk gaat het veelal om een eenjarige vervolmakingsopleiding in een specifiek vakgebied. Deze benaming voor dergelijke opleidingen is een rechtstreeks gevolg van de invoering van de bachelor-masterstructuur in het hoger onderwijs.

## Voorbeelden
- voortgezette opleiding voor het buitengewoon onderwijs (VOBO), voor leerkrachten die de basisopleiding volgden en dus reeds een Bachelor in onderwijs hebben.
- Bachelor audiologie, voor wie de basisopleiding Bachelor logopedie afwerkte, en omgekeerd een Bachelor logopedie, als banaba na een basisopleiding Bachelor audiologie.
- een specialisatie in de verpleegkunde na het basisdiploma Bachelor verpleegkunde, zoals geriatrische verpleging, neonatologie, intensieve zorgen, psychiatrische verpleging, enz.
- boekhoudkundige expertise, na het basisdiploma bachelor bedrijfsmanagement.
- VOMO (Voortgezette Opleiding Meubelontwerp of Vorrei Mobili), als specialisatie in het meubelontwerp na een basisopleiding Ma architectuur, Ma interieurarchitectuur, Ba interieurvormgeving, Ma productontwikkeling, Ma productdesign, Ba industrieel productontwerpen, Ma industriële wetenschappen industrieel ontwerpen, ...
- de "advanced bachelor of bioinformatics" (eenjarig Engelstalig traject) voor wie eerder minstens een Bacheloropleiding behaalde met moleculaire biologie in het opleidingsprogramma (zoals Biomedische Laboratoriumtechnologie, Cel- en gentechnologie, Biotechnologie, Biochemie ...)[1]

In Nederland wordt de benaming post-hbo opleiding gebruikt en in Franstalig België wordt de term bachelier de spécialisation (specialisatie bachelor) gebruikt.